# گمینا دووگوونکا

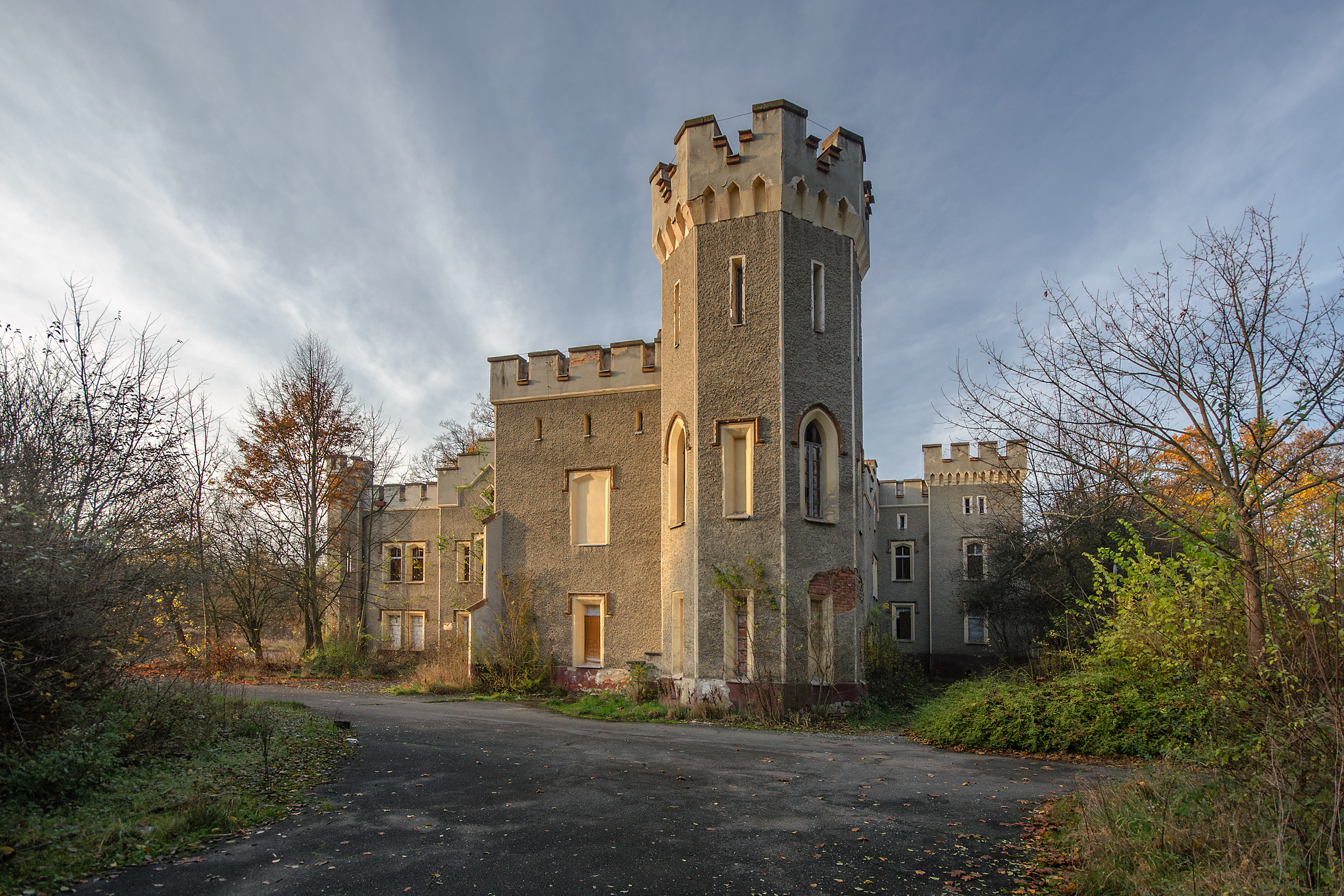
گمینا دووگوونکا در لهستان

گمینا دووگوونکا (به لهستانی:  Gmina Długołęka) یک گمینا در لهستان است که در شهرستان وروتسواف واقع شده‌است. گمینا دووگوونکا ۲۱۲٫۴۱ کیلومتر مربع مساحت و ۲۰٬۸۷۷ نفر جمعیت دارد.

## خواهرخوانده
شهر فوسانو خواهرخواندهٔ گمینا دووگوونکا هست.